# Diecéze vitebská
Diecéze vitebská (latinsky Dioecesis Vitebscensis) je římskokatolická diecéze na území Běloruska se sídlem ve Vitebsku a katedrálou Milosrdného Ježíše ve Vitebsku (v letech 1999-2011 byl katedrálou vitebský kostel sv. Barbory). Je součástí minsko-mohylevské církevní provincie. Byla založena v roce 1999 a její teritorium bylo vyčleněno z minsko-mohylevské arcidiecéze. Jejím současným biskupem je Aleh Butkiewicz.